# Tianqin-1
Tianqin-1 (chinesisch 天琴一號 / 天琴一号, Pinyin Tiānqín Yīhào, auch CAS-6 und TQ-OSCAR 108) ist ein chinesischer Mikrosatellit, der zur Erprobung von Technologien für das Tianqin-Projekt (天琴计划) der Sun-Yat-sen-Universität in Guangzhou und der Universität für Wissenschaft und Technik Zentralchina in Wuhan zur Erforschung von Gravitationswellen dient. Außerdem trägt der Satellit eine Nutzlast für Amateurfunkkommunikation und -Ausbildung. CAS steht für „Chinesischer Amateurfunk-Satellit“.

## Aufbau
Tianqin-1 wurde von der Hangtian Dong Fang Hong Satelliten GmbH in Peking für die Sun Yat-sen Universität und die Universität für Wissenschaft und Technik Zentralchina gebaut. Der dreiachsenstabilisierte Satellit besteht aus einem 490 mm × 499 mm × 430 mm großen Kubus mit auf der Oberfläche montierten Solarzellen und hat eine Masse von ungefähr 35 kg. Ähnlich wie beim Taiji-Programm der Chinesischen Akademie der Wissenschaften sollen die Gravitationswellen beim Tianqin-Projekt mit Laserinterferometern gemessen werden. Hierfür ist es nötig, die Position der im Endzustand drei Satelliten relativ zueinander sehr stabil zu halten. Daher hatte das Institut 502 der Chinesischen Akademie für Weltraumtechnologie (der Mutterkonzern der Dong Fang Hong GmbH) für Tianqin-1 mit einer Präzision von 0,1 μN regelbare Kaltgastriebwerke entwickelt.
Um die Funktion der Triebwerke und die Stabilität des Satelliten zu überprüfen, besitzt der Satellit einen Trägheitssensor mit einer Empfindlichkeit von 5 pm/s2.
Außerdem befindet sich auf dem Satelliten zu Testzwecken ein ebenfalls vom Institut 502 entwickeltes gepulstes Mikrokathodenstrahltriebwerk (µCAT), bei dem mit einer Spannung von mehreren hundert Volt ein Lichtbogen zwischen einer Anode und einer metallischen Kathode erzeugt wird. Das Kathodenmaterial verdampft und wird als ionisiertes Plasma ausgestoßen, was, abhängig von der Pulsfrequenz, einen Schub von 2–10 μN erzeugt.
Die Amateurfunk-Nutzlasten sind eine CW-Telemetrie-Bake, ein 20-kHz-Lineartransponder im U/V-Modus und ein atmosphärischer Winddetektor.

## Mission
Tianqin-1 sollte ursprünglich beim ersten Start einer CZ-11H-Rakete auf See gestartet werden, befand sich jedoch nicht an Bord. Der Satellit wurde stattdessen am 20. Dezember 2019 vom Kosmodrom Taiyuan mit einer Trägerrakete vom Typ Langer Marsch 4B gemeinsam mit CBRS-4A und weiteren Satelliten ins All gebracht. Nachdem der Satellit eine um 98° zum Äquator geneigte, sonnensynchrone Umlaufbahn von gut 600 km Höhe eingenommen hatte, begann am 21. Dezember 2019 die Technologieerprobung. Mit den Mikronewton-Kaltgastriebwerken gelang es, die Restbeschleunigung des Satelliten durch den Strahlungsdruck des Sonnenlichts und die Partikel des Sonnenwinds auf 0,1 nm/s2 zu reduzieren. Die Temperatur im Satelliten blieb bei gleicher Position auf der Kreisbahn auf ±3 mK pro Umlauf stabil, und die Abweichung der Position der Probemasse für das spätere Interferometer vom Massemittelpunkt des Satelliten lag bei weniger als 0,1 mm.
Nach dem Abschluss der ersten Tests am 1. April 2020 wurde der Satellit für den Amateurfunk freigegeben. Alan Kung, BA1DU berichtete, dass am 20. Juni 2020 die VHF/UHF-Antenne entfaltet und der Lineartransponder aktiviert wurde. Aufgrund von Fehlern des Bordcomputers funktionieren CW-Bake und GMSK-Telemetrie nicht ordnungsgemäß. Der Lineartransponder wurde in Betrieb genommen.
Der OSCAR-Nummern-Administrator der AMSAT – Nordamerika hat die Nummer 108 an diesen Satelliten vergeben. Der Satellit wird in der Amateurfunkgemeinschaft daher auch TQ-OSCAR 108, kurz TO-108 genannt.
Im weiteren Verlauf vermaß Tianqin-1 auch das Schwerefeld der Erde, um Technologien für das geplante Gravitationswellen-Observatorium zu erproben. Die hierbei ermittelten Daten über ungleiche Masseverteilung – das was man beim Mond Mascons nennt – dienten auch praktischen Zwecken wie der Suche nach Öl und Erdgas sowie der geophysikalischen Forschung.

## Frequenzen
Folgende Frequenzen für den Satelliten mit dem Rufzeichen BJ1SO wurden von der International Amateur Radio Union koordiniert:
- 435,270 – 435,290 MHz – Uplink LSB Inverted; Stand 2022 aktiv
- 145,915 – 145,934 MHz – Downlink USB (Leistung 20 dBm); Stand 2022 aktiv
- 145,910 MHz – CW Bake (Leistung 17 dBm) Rufzeichen BJ1SO; Stand 2022 inaktiv
- 145,890 MHz – Telemetrie AX.25 4,8k Baud GMSK (Leistung 20 dBm); Stand 2022 inaktiv[1]

## Gravitationswellen-Forschungszentrum der Nationalen Raumfahrtbehörde Chinas
Am 26. September 2021 wurde von Luo Jun (罗俊, * 1956), Rektor der Sun-Yat-Sen-Universität und Initiator des Tianqin-Projekts, zusammen mit Wu Yanhua, dem stellvertretenden Direktor der Nationalen Raumfahrtbehörde Chinas auf dem  Zhuhai-Campus der Universität das Gravitationswellen-Forschungszentrum der Nationalen Raumfahrtbehörde Chinas (国家航天局引力波研究中心) eingeweiht. Leiter des Zentrums wurde Luo Jun. Den für Gravitationswellenforschung notwendigen Technologien wird von der Nationalen Raumfahrtbehörde eine strategische Bedeutung beigemessen, und mit der Einrichtung dieses Nationalen Labors (国家实验室) sollte ein Ort geschaffen werden, wo nicht nur Grundlagenforschung betrieben, sondern auch besagte Technologien entwickelt werden können.
Das Tianqin-Observatorium soll im etwa 2035 erreichten Endzustand aus drei Satelliten bestehen, die in einer Höhe von 100.000 km um die Erde kreisen und ein gleichschenkliges Dreieck mit einer Kantenlänge von 170.000 km bilden.
Um Technologien für die genaue Abstandsmessung der Satelliten zu erproben, hatte die Sun-Yat-Sen-Universität auf dem Phönixberg (凤凰山) bei Zhuhai eine Station für Lunar Laser Ranging gebaut, die im März 2019 fertiggestellt war. Am 8. Juni 2019 wurde die erste Entfernungsmessung mit einem der auf der erdzugewandten Seite des Mondes verteilten Reflektoren durchgeführt. Bis November 2019 hatte man alle fünf Reflektoren (Apollo 11, Apollo 14, Apollo 15, Lunochod 1, Lunochod 2) erfasst und damit den ersten Schritt des Tianqin-Projekts erfolgreich abgeschlossen. Einen Monat später startete Tianqin-1.